# Коньков, Роман Владимирович
Роман Владимирович Коньков (4 марта 1993, Нижний Новгород) — российский хоккеист, нападающий.

## Карьера
Воспитанник нижегородского хоккея. Начал профессиональную карьеру в 2009 году в составе нижегородского клуба Молодёжной хоккейной лиги «Чайка», выступая до этого за фарм-клуб родного «Торпедо». В своём дебютном сезоне провёл 54 матча, набрав 9 (3+6) очков. В 2010 году на драфте КХЛ был выбран в 5 раунде под общим 104 номером «Торпедо». В следующем сезоне в 42 матчах набрал 15 (6+9) очков.
Сезон 2011/12 Коньков также начал в составе «Чайки», однако вскоре он был командирован в клуб ВХЛ «Саров». 27 сентября 2011 года в домашнем матче против челябинского «Трактора» (2:5) дебютировал в Континентальной хоккейной лиге, проведя на площадке чуть больше четырёх минут.

### В сборной
В составе сборной России Роман Коньков принимал участие в юниорском чемпионате мира 2011 года, на котором он вместе с командой стал бронзовым призёром, набрав 4 (2+2) очка в 7 проведённых матчах.

### Достижения
- Бронзовый призёр юниорского чемпионата мира 2011.

## Статистика выступлений
Последнее обновление: 17 сентября 2014 года
|                 |                 |                 | Регулярный сезон | Регулярный сезон | Регулярный сезон | Регулярный сезон | Регулярный сезон | Регулярный сезон | Плей-офф | Плей-офф | Плей-офф | Плей-офф | Плей-офф | Плей-офф |
| Сезон           | Команда         | Лига            | Игр              | Г                | П                | Очк              | +/-              | Штр              | Игр      | Г        | П        | Очк      | +/-      | Штр      |
| --------------- | --------------- | --------------- | ---------------- | ---------------- | ---------------- | ---------------- | ---------------- | ---------------- | -------- | -------- | -------- | -------- | -------- | -------- |
| 2009/10         | Чайка           | МХЛ             | 54               | 3                | 6                | 9                | -3               | 56               | —        | —        | —        | —        | —        | —        |
| 2010/11         | Чайка           | МХЛ             | 42               | 6                | 9                | 15               | -11              | 64               | —        | —        | —        | —        | —        | —        |
| 2011/12         | Чайка           | МХЛ             | 4                | 1                | 0                | 1                | +2               | 2                | —        | —        | —        | —        | —        | —        |
| 2011/12         | ХК Саров        | ВХЛ             | 21               | 1                | 2                | 3                | -1               | 8                | —        | —        | —        | —        | —        | —        |
| 2011/12         | Торпедо НН      | КХЛ             | 1                | 0                | 0                | 0                | --               | 0                | —        | —        | —        | —        | —        | —        |
| 2012/13         | Чайка           | МХЛ             | 28               | 9                | 11               | 20               | -5               | 75               | —        | —        | —        | —        | —        | —        |
| 2013/14         | Чайка           | МХЛ             | 4                | 2                | 0                | 2                | 0                | 6                | —        | —        | —        | —        | —        | —        |
| 2013/14         | Торпедо НН      | КХЛ             | 4                | 0                | 0                | 0                | 0                | 0                | 6        | 0        | 1        | 1        | -1       | 0        |
| Всего в КХЛ     | Всего в КХЛ     | Всего в КХЛ     | 5                | 0                | 0                | 0                | --               | 2                | 7        | 0        | 1        | 1        | —        | —        |
| Всего в карьере | Всего в карьере | Всего в карьере | 122              | 11               | 17               | 28               | -13              | 130              | 7        | —        | 1        | —        | 1        | —        |

### Международная
| Турнир   | Место | Игр | Г | П | Очк | +/- | Штр |
| -------- | ----- | --- | - | - | --- | --- | --- |
| ЮЧМ-2011 |       | 7   | 2 | 2 | 4   | +4  | 22  |